# Kwon Ki-ok
Kwon Ki-ok (Pyongyang, 11 de janeiro de 1901 - 19 de abril de 1988) foi a primeira aviadora coreana, e também a primeira aviadora Chinesa.

## Legado
Em agosto de 2003, Kwon foi seleccionada como "Activista pela Independência do Mês" pelo Ministério de Assuntos dos Patriotas e Veteranos de Coreia do Sul.
Em 2005, estreou-se o filme Blue Swallow, um docudrama sobre a vida de Park Kyung-won, que foi a primeira aviadora civil de Coreia. A película promovia-se como "o filme sobre a primeira aviadora coreana". Depois de um longo debate, reconheceu-se a Kwon como a primeira aviadora coreana, pela qual o revendedor se viu obrigado a mudar sua campanha de marketing.